# かおりちゃんタイム
「かおりちゃんタイム」は、1989年8月にNHK『みんなのうた』で放送された楽曲。作詞：林朝美、作曲・編曲：西脇辰弥、歌：谷村有美。

## 概要
主人公のかおりちゃんが1番では夢の森の中で踊り、2番ではパパの誕生日祝いをする歌である。
映像の製作は同番組初の起用となった見米豊が担当した。
映像はリカちゃん人形のストップモーションアニメ。
2017年現在まで谷村有美名義のシングル・アルバムには収録されていない。
キューン・ソニーレコード（後のキューンミュージック）から1997年9月1日に発売されたCD『NHK みんなのうた さとうきび畑』に収録されている。